# Relations entre le Kirghizistan et l'Union européenne
Les relations entre le Kirghizistan et l’Union européenne reposent depuis 1999 sur un accord de partenariat et de coopération. Les relations entre l'Union et le Kirghizistan s'inscrivent aussi dans le cadre de la stratégie de l'Union européenne pour l'Asie centrale.

## Sources

## Compléments